# Brookfield (Vermont)
Brookfield è un comune degli Stati Uniti d'America, situato nello Stato del Vermont e in particolare nella contea di Orange.